# Kieron Fonotia
Kieron Fonotia (Christchurch, 2 febbraio 1988) è un ex rugbista a 15 neozelandese, internazionale per Samoa nel ruolo di tre quarti centro.

## Biografia
Proveniente da New Brighton, sobborgo di Christchurch, prima di diventare professionista alternava l'attività di giocatore di rugby al mestiere di piastrellista; a sua volta figlio di rugbista, nel 2011 entrò nella selezione provinciale di Tasman con cui debuttò nel National Provincial Championship, il campionato nazionale delle province neozelandesi.
Nel 2013 fu aggregato ai Crusaders, formazione cui la provincia di Tasman afferisce, e si allenò con la squadra senza mai venire utilizzato in Super Rugby; l'esordio avvenne nel corso del torneo 2014 contro gli Stormers: subentrato a 10' dalla fine, Fonotia marcò una meta al primo pallone giocato; con la squadra giunse fino alla finale del campionato contro gli australiani Waratahs, i quali si aggiudicarono il titolo.